# Braamsnavelkogeltje
Het braamsnavelkogeltje (Breviappendix rubi) is een schimmel behorend tot de familie Gnomoniaceae. Hij komt voor in naaldbos en gemengd bos. Hij is bekend van afgevallen bladeren van braam (Rubus).

## Verpsreiding
Het braamsnavelkogelijkte komt voor in Europa en Noord-Amerika. In Nederland komt het zeer zeldzaam voor.